# Пуловер

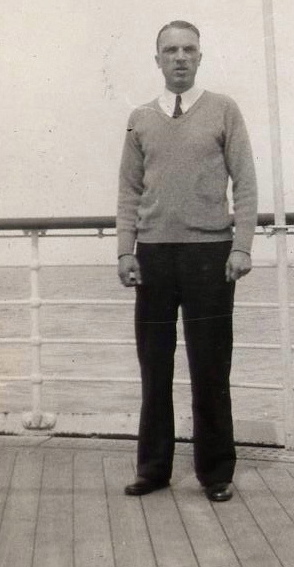
Чоловік у пуловері, 1929 рік.

Пуловер (англ. pull over — тягнути зверху, надягати зверху) — трикотажний плечовий виріб, куфайка, що одягається через голову. Є різновидом светра з V-подібним вирізом, щільно облягає фігуру. Основою для пуловерів, як і светрів, є кофтини, які колись носили шотландські та ірландські моряки. У 1880-х роках пуловери стали носити англійські спортсмени, їх привабили зручність і практичність одягу без застібок. 
Цей верхній одяг спочатку використовували в чоловічому гардеробі. До початку XX століття пуловер залишався спортивним одягом. Популярності пуловерів у жінок сприяла Коко Шанель в 20-ті роки XX століття, яка вводила до жіночої моди предмети, властиві чоловічому стилю. Але пізніше пуловер став використовуватися і в повсякденному гардеробі. У XX столітті жінки звернули увагу на зручність пуловерів, і незабаром у продажу з'явилися моделі пле́теного одягу, призначені для жінок. Сьогодні пуловер є невід'ємною частиною стилю кежуал і дуже популярний як у жіночому, так і чоловічому гардеробі.